# Clase 810 de British Rail
La Clase 810 de British Rail (Aurora) es un tipo de unidad múltiple electrodiesel que está construyendo Hitachi Rail para la East Midlands Railway. Basado en el diseño del Hitachi AT300, 33 unidades de cinco automóviles reemplazarán a las unidades Clase 222 en las rutas interurbanas de EMR.

## Historia
En julio de 2012, Network Rail anunció que la Línea Midland Main (MML en sus siglas en ingles) se electrificaría al norte de Bedford, lo que permitiría reemplazar los trenes diésel que se utilizan actualmente en la ruta por nuevos trenes eléctricos. Sin embargo, Network Rail detuvo la electrificación en junio de 2015, y luego la canceló en julio de 2017 el entonces Secretario de Estado de Transporte, Chris Grayling, quien tomó la decisión de utilizar trenes bimodales en el MML.
En agosto de 2019, East Midlands Railway realizó un pedido de £400 millones para 33 unidades bimodales de cinco vagones que se implementarán en los servicios del MML, reemplazando sus flotas Clase 180 y 222. La orden está financiada por Rock Rail East Midlands. Originalmente se planeó que los nuevos trenes entraran en servicio antes de diciembre de 2022, pero como resultado de la pandemia de COVID-19 la introducción se retrasó hasta 2023. En febrero de 2023 se informó que ahora se espera que la Clase 810 entre en servicio en 2024.
En octubre de 2020, EMR anunció que recibirían la marca Aurora luego de una competencia pública.

## Diseño
La Clase 810 es una modificación de las unidades Clase 802 que Hitachi ha entregado a varios operadores de trenes británicos. El cambio principal es una reducción de 2 metros (6 pies 7 pulgadas) en la longitud de cada vehículo, que se requiere para permitir que trenes Clase 810 emparejados (diez vagones) utilicen la Estación de Saint Pancras. Parte de la reducción de longitud se ha logrado reperfilando la parte delantera del tren y acortando el morro.
En comparación con las unidades Clase 802, los 810 también estarán equipados con un paquete de energía diésel adicional (para un total de cuatro) y cada motor aumentará de 700 a 735 kilovatios (939 a 986 hp). Ambos cambios tienen como objetivo satisfacer el requisito de franquicia de que los nuevos trenes igualen o superen el rendimiento de las unidades actuales Clase 222. Los paquetes de energía se instalarán debajo del primer, segundo, cuarto y quinto vehículo, mientras que el tercer vehículo (centro) llevará el transformador de alto voltaje. Se instalarán motores de tracción en los bogies del segundo y cuarto vehículo.

## Interior
En respuesta a los comentarios de los clientes sobre la comodidad de los asientos en unidades anteriores Clase 80x, tanto los asientos de primera clase como los de clase estándar en la Clase 810 tendrán un diseño único destinado a ofrecer mayor comodidad. Se basarán en el diseño FISA Lean existente, pero con una apariencia modificada. EMR estaba trabajando estrechamente con la empresa de diseño DGDESIGN, con sede en Derby, en el diseño de los nuevos interiores. Se afirma que los asientos tendrán cojines más anchos, reposacabezas más esculpidos, reposabrazos más suaves y profundos, protección de privacidad adicional y estarán tapizados con una moqueta rica en lana que pretende ser más fácil de mantener limpia. Cada pasajero tendrá acceso a tomas de corriente y puntos de carga USB, percheros en los asientos y espacio de almacenamiento debajo de cada asiento. EMR pretende que los asientos sean los más cómodos de la red cuando se introduzcan.

## Detalles de la flota
| Clase | Operador              | Cantidad | Año de construcción | Autos por unidad | Números de unidad | Ref.   |
| ----- | --------------------- | -------- | ------------------- | ---------------- | ----------------- | ------ |
| 810   | East Midlands Railway | 33       | 2021-presente       | 5                | por confirmar     | [ 17 ] |